# The Final Flight: Live at L'Olympia
The Final Flight: Live at L’Olympia è il sesto album dal vivo del supergruppo statunitense Transatlantic, pubblicato nel 2023 dalla Inside Out.

## Descrizione
Comprende audio e video del concerto del 28 luglio 2022 a L’Olympia di Parigi, nel corso del tour di supporto al quinto album in studio The Absolute Universe.

## Tracce
Testi e musiche di Neal Morse, Mike Portnoy, Roine Stolt e Pete Trewavas.

### CD
CD 1 – The Absolute Universe
1. Intro – 1:52
2. Overture – 7:20
3. Reaching for the sky – 5:39
4. Higher than the morning – 5:10
5. The darkness in the light – 5:24
6. Take now my soul – 3:52
7. Bully – 2:11
8. Rainbow sky – 3:05
9. Looking for the light – 4:14
10. The world we used to know – 9:22

CD 2
1. Mike Portnoy intro – 3:20
2. The sun comes up today – 5:21
3. Love made a way (prelude) – 2:22
4. Owl howl – 6:40
5. Solitude – 5:36
6. Belong – 3:18
7. Lonesome rebel – 2:46
8. Can you feel it – 3:09
9. Looking for the light (reprise) – 4:59
10. The greatest story never ends – 3:55
11. Love made a way – 7:56

CD 3
1. The Whirlwind suite – 34:57
2. Neal Morse & Roine Stolt intro – 2:38
3. We all need some light – 6:18
4. The final medley – 28:21

## Formazione
Gruppo
- Neal Morse – tastiere, chitarra acustica, voce
- Mike Portnoy – batteria, voce
- Roine Stolt – chitarra, voce
- Pete Trewavas – basso, voce

Altri musicisti
- Ted Leonard – chitarra, tastiere, percussioni, voce